# ディスコ (切断装置製造)
株式会社ディスコ（英: DISCO CORPORATION）は、シリコンウェハー加工機器メーカー。半導体製造装置世界最大手である。日経平均株価およびTOPIX Large70、JPX日経インデックス400の構成銘柄の一つ。

## 概要
1937年5月に工業用砥石メーカーの「第一製砥所」として創業する。1968年12月にダイヤモンドを練り込んだ超極薄切断砥石「ミクロンカット」を発表。当時の切断機器では砥石の破断が相次いだため、自社で切断装置を開発することになる。その経緯は「電子立国日本の自叙伝」で詳しく取り上げられた。ディスコとは、旧社名（Dai-Ichi Seitosho CO, Ltd.）の英文略称が由来。

## 沿革
- 1937年5月5日 - 広島県呉市阿賀町に工業用砥石（ビトリファイド研削砥石[8]）メーカー「第一製砥所」として関家三男が創業[7][9]。
- 1940年 - 有限会社第一製砥所に改組し、本社を東京府神田に移転[注釈 1][8][9]。
- 1941年 - 稲根本製砥所を買収し、本社を五反田に移転[8]。
- 1956年 - 国産初の極薄レジノイド砥石を実用化[9]。
- 1950年 - 本社を東京都港区芝田町に移転[8]。
- 1958年
  - 呉工場を呉市広町に新設し、切断砥石部門を移転[9]。
  - 3月2日 - 株式会社第一製砥所に改組[7][9]。
- 1968年12月 - 超極薄切断砥石「ミクロンカット」発表[9]。
- 1975年4月 - ダイシングソー（半導体切断装置）発表[9]。
- 1977年5月 - 株式会社ディスコに社名変更[9]。
- 1989年10月 - 株式を店頭登録[7]。
- 1999年12月 - 東京証券取引所一部上場[7][9]。
- 2018年 - 長野県茅野市にディスコ長野事業所・茅野工場、営業開始[8]。
- 2020年 - 茅野工場の新棟が竣工、翌年2021年に操業開始。

## 主な取り扱い製品

### 精密加工装置
ダイシングソー
半導体に使用されるシリコンウェーハなどのチップ分割を行う切断装置。
レーザソー
半導体や電子部品製造において従来は砥石を使用したブレードダイシングが主流であったが、近年加工素材の多様化に伴い新たな加工方法としてレーザによるチップ分割を行う装置。
グラインダー
シリコンウェーハや化合物半導体などさまざまな素材の薄化研削を行う装置。
ポリッシャー
グラインディングにより発生する微細なウェーハ裏面の加工歪みを研磨することで除去し、ウェーハの抗折強度を向上させる装置。
ドライエッチャ
ポリッシャと同様の目的で使用される、プラズマを使用したウェーハ研磨装置。

### 精密加工ツール
ダイシングブレード
ダイシングソーに装着し、シリコンウェーハをはじめ、さまざまな被加工物の切断・溝入れなど切断加工を行うツール。
グラインディングホイール
グラインダに装着し、シリコンウェーハや化合物半導体ウェーハなどを薄く平坦にする研削加工を行うツール。
ドライポリッシングホイール
ポリッシャに装着し、裏面研削後の微細な研削痕を除去する（ストレスリリーフ）、研磨加工を行うツール。

## 主な関連会社
- 日本
  -  株式会社ダイイチコンポーネンツ（HP)
- 北米
  -  DISCO HI-TEC AMERICA, INC.
- アジア
  -  DISCO HI-TEC (SINGAPORE) PTE LTD
  -  DISCO HI-TEC (MALAYSIA) SDN. BHD.
  -  DISCO HI-TEC (THAILAND) CO., LTD.
  -  DISCO HI-TEC (VIETNAM) CO., LTD.
  -  DISCO HI-TEC CHINA CO., LTD.
  -  DISCO HI-TEC TAIWAN CO., LTD.
  -  DISCO HI-TEC KOREA Corporation
  -  DISCO HI-TEC PHILIPPINES, INC.
- ヨーロッパ
  -  DISCO HI-TEC EUROPE GmbH
  -  DISCO HI-TEC FRANCE SARL
  -  DISCO HI-TEC U.K. LTD.
- アフリカ
  -  DISCO HI-TEC MOROCCO SARL

## ギャラリー
- 本社ビルの敷地入り口
- ディスコ桑畑工場（広島県呉市）

## テレビ番組
- 日経スペシャル カンブリア宮殿 "社長が寝ていても勝てる会社を作る！" ～独自の仕組みが社員を成長させ、会社を強くする～（2012年3月1日、テレビ東京）[10]
- 知られざるガリバー〜エクセレントカンパニーファイル〜（2020年4月4日、テレビ東京）[11]